# Voleibol nos Jogos Pan-Americanos Júnior de 2021 - Masculino
O torneio masculino de voleibol nos Jogos Pan-Americanos Júnior de 2021 foi realizado entre os dias entre os dias 26 a 30 de novembro, cujas partidas foram realizadas no Coliseo Evangelista Mora em Cáli. Oito equipes participaram do evento que consagrou a equipe do Brasil como campeão.

## Medalhistas
|  | BRA Brasil |  | MEX México |  | ARG Argentina |
|  | Adriano Xavier Guilherme Sabino João Franck Lucas Figueiredo Paulo Carraro Rafael Forster André Luiz Ludegards Gustavo Orlando Kelvi Geovani Maicon França Pietro Pereira Vitor Yudi Yamamoto BRA Brasil |  | Aldo Rueda Axel Manuel Rodríguez Diego González Edgar Burgueño Hiram Bravo Isaías Gallegos Jonathan Bustamante Jorge Enrique Sandoval Josué Ríos Luis Baca Victor Valenzuela Yasutaka Sanay MEX México |  | Bautista Gazaba Eugenio Gaiottino Aciar Ezequiel Vazquez Giuliano Turcitu Imanol Salazar Lorenzo Ignacio Nieto Lucas Martín Malaber Manuel Ivan Nacht Marcos Meana Mauro Zelayeta Nahuel García Nahuel Rojas ARG Argentina |

## Formato
As oito equipes foram divididas em dois grupos de quatro seleções cada. As equipes do mesmo grupo se enfrentaram, totalizando 3 jogos para cada time. As duas seleções mais bem classificadas de cada grupo avançaram para as semifinais. As seleções que terminaram em terceiro lugar nos seus respectivos grupos disputaram o 5º lugar; e as seleções que ficaram em quarto lugar, disputaram o 7º lugar. Nas semifinais, as equipes vencedoras disputaram a medalha de ouro e as perdedoras a medalha de bronze.

## Primeira Fase
|  | Equipes classificadas à semifinais          |
|  | Equipes classificadas à disputa de 5º lugar |
|  | Equipes classificadas à disputa de 7º lugar |

Todas as partidas seguem o fuso horário local (UTC-5).
Grupo A
|     |                |     | Jogos | Jogos | Jogos | Resultados | Resultados | Resultados | Resultados | Resultados | Resultados | Sets | Sets | Sets  | Pontos | Pontos | Pontos |
| Pos | Equipe         | Pts | T     | V     | D     | 3–0        | 3–1        | 3–2        | 2–3        | 1–3        | 0–3        | V    | P    | R     | V      | P      | R      |
| --- | -------------- | --- | ----- | ----- | ----- | ---------- | ---------- | ---------- | ---------- | ---------- | ---------- | ---- | ---- | ----- | ------ | ------ | ------ |
| 1   | ARG Argentina  | 12  | 3     | 3     | 0     | 1          | 1          | 1          | 0          | 0          | 0          | 9    | 3    | 3.000 | 277    | 226    | 1.226  |
| 2   | COL Colômbia   | 10  | 3     | 2     | 1     | 1          | 0          | 1          | 1          | 0          | 0          | 8    | 5    | 1.600 | 280    | 260    | 1.077  |
| 3   | PUR Porto Rico | 8   | 3     | 1     | 2     | 1          | 0          | 0          | 1          | 1          | 0          | 6    | 6    | 1.000 | 266    | 259    | 1.027  |
| 4   | GUA Guatemala  | 0   | 3     | 0     | 3     | 0          | 0          | 0          | 0          | 0          | 3          | 0    | 9    | 0.000 | 148    | 226    | 0.655  |

Resultados
| 26 de novembro de 2021 18:00 P2P3Relatório | Porto Rico | 1 – 3                   | Argentina | Coliseo Evangelista Mora, Cáli Público: 400 Árbitro(s): BRA Andreza Nogueira Misquita CHI Anthony Hernan Gómez Barrera |
| 26 de novembro de 2021 18:00 P2P3Relatório | 25 21      | Set 1 Set 2 Set 3 Set 4 | 19 25     | Coliseo Evangelista Mora, Cáli Público: 400 Árbitro(s): BRA Andreza Nogueira Misquita CHI Anthony Hernan Gómez Barrera |

| 26 de novembro de 2021 20:30 P2P3Relatório | Colômbia | 3 – 0             | Guatemala | Coliseo Evangelista Mora, Cáli Público: 800 Árbitro(s): BRA Patrick Bernard Basso DOM Jose Beltre Dias |
| 26 de novembro de 2021 20:30 P2P3Relatório | 25       | Set 1 Set 2 Set 3 | 20 16 14  | Coliseo Evangelista Mora, Cáli Público: 800 Árbitro(s): BRA Patrick Bernard Basso DOM Jose Beltre Dias |

| 27 de novembro de 2021 18:00 P2P3Relatório | Porto Rico | 3 – 0             | Guatemala | Coliseo Evangelista Mora, Cáli Público: 700 Árbitro(s): MEX José Roberto Luna Amezcua NCA Jessy Perez Martinez |
| 27 de novembro de 2021 18:00 P2P3Relatório | 25 26      | Set 1 Set 2 Set 3 | 17 24     | Coliseo Evangelista Mora, Cáli Público: 700 Árbitro(s): MEX José Roberto Luna Amezcua NCA Jessy Perez Martinez |

| 27 de novembro de 2021 20:30 P2P3Relatório | Colômbia       | 2 – 3                         | Argentina      | Coliseo Evangelista Mora, Cáli Público: 2.500 Árbitro(s): MEX Gian Gabriel Nava Hernández BRA Patrick Bernard Basso |
| 27 de novembro de 2021 20:30 P2P3Relatório | 25 15 25 22 11 | Set 1 Set 2 Set 3 Set 4 Set 5 | 21 25 22 25 15 | Coliseo Evangelista Mora, Cáli Público: 2.500 Árbitro(s): MEX Gian Gabriel Nava Hernández BRA Patrick Bernard Basso |

| 28 de novembro de 2021 18:00 P2P3Relatório | Argentina | 3 – 0             | Guatemala | Coliseo Evangelista Mora, Cáli Público: 600 Árbitro(s): CHI Anthony Hernan Gómez Barrera NCA Jessy Perez Martinez |
| 28 de novembro de 2021 18:00 P2P3Relatório | 25        | Set 1 Set 2 Set 3 | 13 12 15  | Coliseo Evangelista Mora, Cáli Público: 600 Árbitro(s): CHI Anthony Hernan Gómez Barrera NCA Jessy Perez Martinez |

| 28 de novembro de 2021 20:30 P2P3Relatório | Colômbia    | 3 – 2                         | Porto Rico    | Coliseo Evangelista Mora, Cáli Público: 2.600 Árbitro(s): DOM Jose Beltre Dias BRA Andreza Nogueira Misquita |
| 28 de novembro de 2021 20:30 P2P3Relatório | 20 25 22 15 | Set 1 Set 2 Set 3 Set 4 Set 5 | 25 22 23 25 7 | Coliseo Evangelista Mora, Cáli Público: 2.600 Árbitro(s): DOM Jose Beltre Dias BRA Andreza Nogueira Misquita |

Grupo B
|     |                          |     | Jogos | Jogos | Jogos | Resultados | Resultados | Resultados | Resultados | Resultados | Resultados | Sets | Sets | Sets  | Pontos | Pontos | Pontos |
| Pos | Equipe                   | Pts | T     | V     | D     | 3–0        | 3–1        | 3–2        | 2–3        | 1–3        | 0–3        | V    | P    | R     | V      | P      | R      |
| --- | ------------------------ | --- | ----- | ----- | ----- | ---------- | ---------- | ---------- | ---------- | ---------- | ---------- | ---- | ---- | ----- | ------ | ------ | ------ |
| 1   | BRA Brasil               | 13  | 3     | 3     | 0     | 2          | 0          | 1          | 0          | 0          | 0          | 9    | 2    | 4.500 | 257    | 216    | 1.190  |
| 2   | MEX México               | 10  | 3     | 2     | 1     | 1          | 0          | 1          | 1          | 0          | 0          | 8    | 5    | 1.600 | 277    | 267    | 1.037  |
| 3   | DOM República Dominicana | 5   | 3     | 1     | 2     | 0          | 0          | 1          | 1          | 0          | 1          | 5    | 8    | 0.625 | 270    | 290    | 0.931  |
| 4   | CHI Chile                | 2   | 3     | 0     | 3     | 0          | 0          | 0          | 1          | 0          | 2          | 2    | 9    | 0.222 | 232    | 263    | 0.882  |

Resultados
| 26 de novembro de 2021 12:00 P2P3Relatório | Brasil | 3 – 0             | República Dominicana | Coliseo Evangelista Mora, Cáli Público: - Árbitro(s): ARG Víctor Bagala CUB Lourdes Perez Perez |
| 26 de novembro de 2021 12:00 P2P3Relatório | 25     | Set 1 Set 2 Set 3 | 21 19 16             | Coliseo Evangelista Mora, Cáli Público: - Árbitro(s): ARG Víctor Bagala CUB Lourdes Perez Perez |

| 26 de novembro de 2021 14:30 P2P3Relatório | México | 3 – 0             | Chile    | Coliseo Evangelista Mora, Cáli Público: - Árbitro(s): CUB Ricardo Borroto Iglesias COL Jaime Mauricio Villafañe Arnedo |
| 26 de novembro de 2021 14:30 P2P3Relatório | 25     | Set 1 Set 2 Set 3 | 22 20 17 | Coliseo Evangelista Mora, Cáli Público: - Árbitro(s): CUB Ricardo Borroto Iglesias COL Jaime Mauricio Villafañe Arnedo |

| 27 de novembro de 2021 12:00 P2P3Relatório | Brasil | 3 – 0             | Chile    | Coliseo Evangelista Mora, Cáli Público: 235 Árbitro(s): URU Denis Fabián Carbajal Mozzo GUA Gerardo Martin Cifuentes Alvarado |
| 27 de novembro de 2021 12:00 P2P3Relatório | 25     | Set 1 Set 2 Set 3 | 20 22 23 | Coliseo Evangelista Mora, Cáli Público: 235 Árbitro(s): URU Denis Fabián Carbajal Mozzo GUA Gerardo Martin Cifuentes Alvarado |

| 27 de novembro de 2021 14:30 P2P3Relatório | México      | 3 – 2                         | República Dominicana | Coliseo Evangelista Mora, Cáli Público: 400 Árbitro(s): GUA Walda Ioanna Maldonado Lam PER José Luis Vasquez Portocarrero |
| 27 de novembro de 2021 14:30 P2P3Relatório | 25 23 18 16 | Set 1 Set 2 Set 3 Set 4 Set 5 | 19 18 25 14          | Coliseo Evangelista Mora, Cáli Público: 400 Árbitro(s): GUA Walda Ioanna Maldonado Lam PER José Luis Vasquez Portocarrero |

| 28 de novembro de 2021 12:00 P2P3Relatório | República Dominicana | 3 – 2                         | Chile          | Coliseo Evangelista Mora, Cáli Público: 150 Árbitro(s): ARG Antonio David Burgos CUB Lourdes Perez Perez |
| 28 de novembro de 2021 12:00 P2P3Relatório | 22 26 25 15          | Set 1 Set 2 Set 3 Set 4 Set 5 | 25 28 22 21 12 | Coliseo Evangelista Mora, Cáli Público: 150 Árbitro(s): ARG Antonio David Burgos CUB Lourdes Perez Perez |

| 28 de novembro de 2021 14:00 P2P3Relatório | México        | 2 – 3                         | Brasil      | Coliseo Evangelista Mora, Cáli Público: 400 Árbitro(s): COL Jaime Mauricio Villafañe Arnedo ARG Víctor Bagala |
| 28 de novembro de 2021 14:00 P2P3Relatório | 25 15 23 25 7 | Set 1 Set 2 Set 3 Set 4 Set 5 | 19 25 23 15 | Coliseo Evangelista Mora, Cáli Público: 400 Árbitro(s): COL Jaime Mauricio Villafañe Arnedo ARG Víctor Bagala |

## Decisão do 5º e 7º lugar
7º Lugar
| 29 de novembro de 2021 12:00 P2P3Relatório | Guatemala | 0 – 3             | Chile | Coliseo Evangelista Mora, Cáli Público: 100 Árbitro(s): PER José Luis Vasquez Portocarrero MEX Gian Gabriel Nava Hernández |
| 29 de novembro de 2021 12:00 P2P3Relatório | 24 20 16  | Set 1 Set 2 Set 3 | 26 25 | Coliseo Evangelista Mora, Cáli Público: 100 Árbitro(s): PER José Luis Vasquez Portocarrero MEX Gian Gabriel Nava Hernández |

5º Lugar
| 29 de novembro de 2021 14:30 P2P3Relatório | Porto Rico  | 1 – 3                   | República Dominicana | Coliseo Evangelista Mora, Cáli Público: 100 Árbitro(s): GUA Walda Ioanna Maldonado Lam COL Jaime Mauricio Villafañe Arnedo |
| 29 de novembro de 2021 14:30 P2P3Relatório | 24 25 21 16 | Set 1 Set 2 Set 3 Set 4 | 26 22 25             | Coliseo Evangelista Mora, Cáli Público: 100 Árbitro(s): GUA Walda Ioanna Maldonado Lam COL Jaime Mauricio Villafañe Arnedo |

## Fase Final
|  | Semifinais             | Semifinais             |   |                        | Medalha de ouro        | Medalha de ouro |  |
|  |                        |                        |   |                        |                        |                 |  |
|  | 29 de novembro – 18:00 |                        |   |                        |                        |                 |  |
|  | Brasil                 | 3                      |   |                        |                        |                 |  |
|  | Colômbia               | 0                      |   |                        |                        |                 |  |
|  |                        |                        |   |                        |                        |                 |  |
|  |                        |                        |   |                        | 30 de novembro – 19:30 |                 |  |
|  |                        |                        |   |                        | Brasil                 | 3               |  |
|  |                        | México                 | 0 |                        |                        |                 |  |
|  |                        |                        |   |                        |                        |                 |  |
|  |                        |                        |   |                        |                        |                 |  |
|  |                        |                        |   |                        | Medalha de bronze      |                 |  |
|  | 29 de novembro – 20:30 | 29 de novembro – 20:30 |   | 30 de novembro – 17:00 | 30 de novembro – 17:00 |                 |  |
|  | Argentina              | 2                      |   | Colômbia               | 1                      |                 |  |
|  | México                 | 3                      |   |                        | Argentina              | 3               |  |

Semifinais
| 29 de novembro de 2021 18:00 P2P3Relatório | Brasil   | 3 – 0             | Colômbia | Coliseo Evangelista Mora, Cáli Público: 1.900 Árbitro(s): CUB Lourdes Perez Perez URU Denis Fabián Carbajal Mozzo |
| 29 de novembro de 2021 18:00 P2P3Relatório | 25 28 25 | Set 1 Set 2 Set 3 | 15 26 15 | Coliseo Evangelista Mora, Cáli Público: 1.900 Árbitro(s): CUB Lourdes Perez Perez URU Denis Fabián Carbajal Mozzo |

| 29 de novembro de 2021 20:30 P2P3Relatório | Argentina      | 2 – 3                         | México         | Coliseo Evangelista Mora, Cáli Público: 700 Árbitro(s): BRA Andreza Nogueira Misquita CUB Ricardo Borroto Iglesias |
| 29 de novembro de 2021 20:30 P2P3Relatório | 21 26 22 25 13 | Set 1 Set 2 Set 3 Set 4 Set 5 | 25 24 25 23 15 | Coliseo Evangelista Mora, Cáli Público: 700 Árbitro(s): BRA Andreza Nogueira Misquita CUB Ricardo Borroto Iglesias |

3º Lugar
| 30 de novembro de 2021 17:00 P2P3Relatório | Colômbia    | 1 – 3                   | Argentina | Coliseo Evangelista Mora, Cáli Público: 1.100 Árbitro(s): CUB Ricardo Borroto Iglesias DOM Jose Beltre Dias |
| 30 de novembro de 2021 17:00 P2P3Relatório | 25 22 21 17 | Set 1 Set 2 Set 3 Set 4 | 23 25     | Coliseo Evangelista Mora, Cáli Público: 1.100 Árbitro(s): CUB Ricardo Borroto Iglesias DOM Jose Beltre Dias |

Final
| 30 de novembro de 2021 19:30 P2P3Relatório | Brasil | 3 – 0             | México   | Coliseo Evangelista Mora, Cáli Público: 3.000 Árbitro(s): GUA Walda Ioanna Maldonado Lam URU Denis Fabián Carbajal Mozzo |
| 30 de novembro de 2021 19:30 P2P3Relatório | 25     | Set 1 Set 2 Set 3 | 17 21 20 | Coliseo Evangelista Mora, Cáli Público: 3.000 Árbitro(s): GUA Walda Ioanna Maldonado Lam URU Denis Fabián Carbajal Mozzo |

## Classificação Final
| Pos.              | Equipe               | Campanha | Campanha |
| Pos.              | Equipe               | V        | D        |
| ----------------- | -------------------- | -------- | -------- |
| Medalha de ouro   | Brasil               | 5        | 0        |
| Medalha de prata  | México               | 3        | 2        |
| Medalha de bronze | Argentina            | 4        | 1        |
| 4                 | Colômbia             | 2        | 3        |
| 5                 | República Dominicana | 2        | 2        |
| 6                 | Porto Rico           | 1        | 3        |
| 7                 | Chile                | 1        | 3        |
| 8                 | Guatemala            | 0        | 4        |

## Premiações individuais
Os destaques individuais da competição foram:
| - Most Valuable Player Adriano Xavier - Melhor Oposto Diego González - Melhores Ponteiros Mauro Zelayeta Adriano Xavier | - Melhor Levantador Gustavo Orlando - Melhores Centrais Pietro Pereira Victor Valenzuela - Melhor Líbero Roosvuelt Riol Ramos | - Maior Pontuador Leiner Aponza Carabali - Melhor Sacador Adriano Xavier - Melhor Receptor Giuliano Turcitu - Melhor Defensor Marcos Meana |